# CEDRO
El Centro Español de Derechos Reprográficos (CEDRO) és l'entitat d'autors i editors que gestiona de manera col·lectiva els drets dels seus membres en l'àmbit de la còpia reprogràfica de les seves obres.
CEDRO és una associació sense finalitat de lucre formada per autors i editors de llibres, revistes i altres publicacions (impreses o editades en qualsevol suport), que defensa i gestiona de forma col·lectiva els drets de propietat intel·lectual de tipus patrimonial (reproducció, transformació, comunicació pública i distribució). El Ministeri d'Educació, Cultura i Esport espanyol va autoritzar CEDRO a exercir com a Entitat de Gestió de Drets de Propietat Intel·lectual l'any 1988, mitjançant l'Ordre de 30 de juny de 1988.
L'Associació d'Escriptors en Llengua Catalana forma part de la junta directiva del CEDRO d'ençà d'almenys el 2013.